# Hans Tetzner
Johannes Cornelis „Hans” Tetzner (ur. 9 czerwca 1898 w Groningen, zm. 17 lutego 1987 w Amsterdamie) – piłkarz holenderski grający na pozycji napastnika. W swojej karierze rozegrał 8 meczów w reprezentacji Holandii.

## Kariera klubowa
W swojej karierze piłkarskiej Tetzner grał w klubie Be Quick 1887 z Groningen. Zadebiutował w nim w 1915 roku i grał w nim do 1926 roku. W sezonie 1919/1920 wywalczył z nim mistrzostwo Holandii.

## Kariera reprezentacyjna
W reprezentacji Holandii Tetzner zadebiutował 25 listopada 1923 w wygranym 4:1 towarzyskim meczu ze Szwajcarią, rozegranym w Amsterdamie. W 1924 roku był w kadrze Holandii na igrzyska olimpijskie w Paryżu. Od 1923 do 1925 roku rozegrał w kadrze narodowej 8 meczów.